# Armistizio

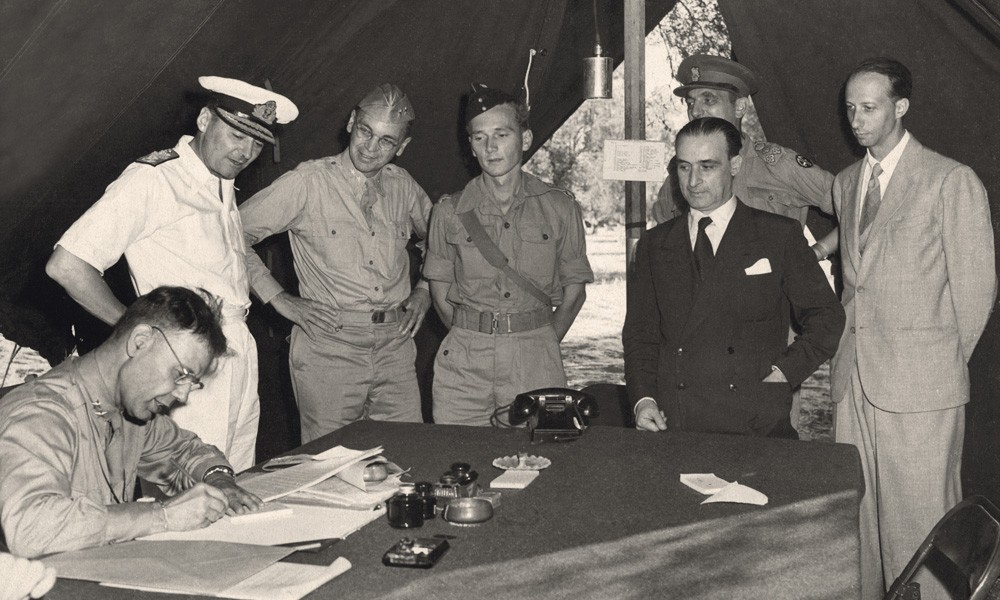
Armistizio di Cassibile tra italiani e anglo-americani (1943)

L'armistizio (sostantivo maschile, dal latino moderno armistitium, composto di arma, "armi", ed il tema di stare, "fermarsi") è un accordo fra stati belligeranti che sospende, totalmente o parzialmente, a tempo determinato o indeterminato, le ostilità.
Un armistizio è un modus vivendi, da non equiparare con un trattato di pace, il quale potrebbe richiedere mesi o addirittura anni di trattative prima di essere implementato. L'armistizio di Panmunjeom è un chiaro esempio di armistizio a cui non è mai seguito un trattato di pace. L'armistizio inoltre si differenzia da una tregua o da un cessate il fuoco, essendo quest'ultime considerate forme di cessazione delle ostilità provvisorie limitate a un determinato periodo di tempo o all'interno di un'area limitata. Una tregua può essere richiesta per negoziare un armistizio.
Nel panorama internazionale il Consiglio di Sicurezza delle Nazioni Unite spesso impone, o tenta di imporre, risoluzioni di cessate il fuoco fra le parti in ostilità. Gli armistizi però sono sempre negoziati dalle parti in questione, e questo dà una maggiore effettività a tali atti rispetto alle risoluzioni non vincolanti dell'ONU.

## Caratteristiche
Secondo il diritto internazionale, l'armistizio è un accordo legale (spesso contenuto in un documento) che sospende le ostilità fra i "belligeranti" di una guerra o un conflitto. Una prima definizione di armistizio fu scritta nella Convenzione dell'Aia del 1899. La convenzione afferma che
(Articolo 36 - II Convenzione internazionale dell'Aja 1899 concernente le leggi e gli usi della guerra terrestre)
L’armistizio può essere generale o locale. Il primo sospende dappertutto le operazioni di guerra degli Stati belligeranti; il secondo solamente per certe frazioni degli eserciti belligeranti ed entro un raggio determinato. L’armistizio dev’essere notificato ufficialmente e in tempo utile alle autorità competenti ed alle truppe. Le ostilità vengono sospese subito dopo questa notificazione o nel termine stabilito.
È una convenzione militare ed è di competenza dei comandi militari. Esso non significa cessazione dello stato di guerra, perciò sussistono sempre i diritti e i doveri dei belligeranti e rimangono in vigore sia la legge penale militare di guerra sia l'esercizio della giurisdizione militare di guerra.
L'aspetto chiave in un armistizio è il fatto che "tutti i combattimenti si concludono senza che nessuno si arrenda". Questo è in contrasto con una resa incondizionata, che è una resa senza condizioni, ad eccezione di quelle previste dal diritto bancario.

## Armistizi famosi
- Armistizio di Rodi (1949)
- Armistizio di Malta (1943)
- Armistizio di Cassibile (1943)
- Armistizio di Villa Incisa (1940)
- Secondo armistizio di Compiègne (1940)
- Armistizio di Compiègne (1918)
- Armistizio di Villa Giusti (1918)
- Armistizio di Cormons (1866)
- Armistizio di Nikolsburg (1866)
- Armistizio di Villafranca (1859)
- Armistizio di Vignale (1849)
- Armistizio di Salasco (1848)